# Zane Moosa
Zane Moosa (Pretoria, 23 settembre 1969) è un ex calciatore sudafricano, di ruolo centrocampista.

## Carriera

### Club
Ha giocato nel campionato sudafricano e saudita.

### Nazionale
Ha collezionato 5 presenze con la maglia della propria Nazionale e ha conquistato, nel 1996, una Coppa d'Africa.

## Palmarès

### Nazionale
- Coppa d'Africa: 1

Sudafrica 1996